# Lennart Poettering
Lennart Poettering est un développeur allemand, employé par la société Red Hat de 2008 à 2022, créateur du serveur de sons multiplate-forme PulseAudio qui l'a fait connaître, de systemd, remplaçant pour Linux du système d'Init System V adopté par la plupart des grandes distributions comme Ubuntu, Debian, Fedora, Red Hat Enterprise Linux, CentOS etc. ainsi que de la bibliothèque logicielle Avahi, mise en œuvre du protocole zeroconf. Il a depuis rejoint Microsoft,.

## Biographie
Il est né à Guatemala dans le pays homonyme, mais a grandi à Rio de Janeiro au Brésil, puis à Hambourg en Allemagne.

## Projets
- PulseAudio
- Avahi
- systemd

## Controverses
Il a été critiqué au sein de la communauté des utilisateurs pour la complexité apportée par ses systèmes, notamment PulseAudio et systemd. Ses détracteurs lui opposent le principe KISS, en vertu duquel un programme doit faire peu de choses mais les faire bien sans réinventer la roue, ce qui fait partie des principes d'un système UNIX. La polémique au sujet de systemd a été très vive et il reçut même des menaces de mort, avant un appel à l’apaisement par Linus Torvalds en personne. En réaction à l’adoption de systemd par Debian est née la distribution Devuan, en tant que fork conservant SysV init. En dépit de ceci, systemd, qui a depuis gagné en maturité, est aujourd’hui largement adopté parmi les principales distributions Linux.
Poettering quitte Red Hat discrètement courant 2022 tout en continuant à contribuer sur systemd pour rejoindre ensuite Microsoft.